# Jared McCain
Jared Dane McCain (sinh ngày 20 tháng 2 năm 2004) là một cầu thủ bóng rổ chuyên nghiệp người Mỹ chơi cho Philadelphia 76ers thuộc Giải bóng rổ Nhà nghề Mỹ (NBA). Anh từng chơi bóng cho Duke Blue Devils ở cấp độ đại học. McCain là tân binh được tuyển trạch đánh giá 5 sao và là một trong những cầu thủ hàng đầu của thế hệ năm 2023.

## Sự nghiệp trung học
McCain từng theo học tại trường trung học Centennial. Anh nhận danh hiệu Cầu thủ xuất sắc nhất năm của bang California Gatorade khi còn là cầu thủ năm 3 với trung bình 16,9 điểm, 4,7 rebound và 4 kiến tạo mỗi trận. Trong năm học cuối cấp, McCain được lựa chọn để tham dự trận đấu McDonald's All-American Boys Game năm 2023. Trong cùng năm, McCain ghi trung bình 17,7 điểm, 7,1 rebound, 4 kiến tạo và 1,5 cướp bóng mỗi trận cho Centennial trong suốt mùa giải và được vinh danh là Cầu thủ xuất sắc nhất năm của bang California Gatorade một lần nữa.

### Tuyển trạch
McCain là tân binh được tuyển trạch đánh giá năm sao và là một trong những cầu thủ hàng đầu thế hệ 2023 theo các trang tuyển trạch cầu thủ trẻ. Vào ngày 18 tháng 3 năm 2022, anh lựa chọn chơi bóng cho đại học Duke mặc dù nhận được lời mời từ Gonzaga, Kansas và Houston.

## Sự nghiệp đại học
McCain đã đăng ký vào Đại học Duke vào tháng 6 năm 2023.  Anh ra mắt cấp bậc bóng rổ đại học vào ngày 6 tháng 11 năm 2023, ghi được 8 điểm trong 15 phút trong chiến thắng 92–54 trước Dartmouth. Vào ngày 17 tháng 1 năm 2024, McCain ghi được 21 điểm và 5 rebound trong chiến thắng 72–71 trước Clemson. Vào ngày 29 tháng 1 năm 2024, McCain đã giành được danh hiệu Tân binh của tuần thuộc Liên đoàn Atlantic Coast (ACC). Vào ngày 17 tháng 2 năm 2024, McCain đã ghi được 35 điểm, cao nhất trong sự nghiệp, cân bằng kỉ lục về số điểm mà một tân binh đội Duke ghi được của Zion Williamson trong chiến thắng 76–67 trước Florida State. Vào ngày 19 tháng 2 năm 2024, McCain được vinh danh là Tân binh của tuần ACC lần thứ hai liên tiếp. Vào ngày 24 tháng 3 năm 2024, McCain ghi được 30 điểm và 5 rebound trong chiến thắng 93–55 trước James Madison. Vào ngày 31 tháng 3 năm 2024, McCain ghi được 32 điểm trong trận thua 76–64 trước NC State ở vòng Elite 8 của giải đấu March Madness.
Vào ngày 13 tháng 4 năm 2024, McCain tuyên bố tham gia Kỳ tuyển chọn NBA năm 2024, từ bỏ quyền chơi bóng tại đại học còn lại của mình. Sau đó, anh nhận được lời mời đến "Phòng xanh" của buổi lễ. 

## Sự nghiệp chuyên nghiệp

### Philadelphia 76ers (2024–nay)
McCain được Philadelphia 76ers chọn ở lượt thứ 16 trong Kỳ tuyển chọn NBA năm 2024 và vào ngày 4 tháng 7 năm 2024, anh đã chính thức ký hợp đồng với Sixers.
McCain có trận đấu ra mắt NBA vào ngày 23 tháng 10 năm 2024 trong trong trận thua 124–109 trước Milwaukee Bucks.

## Sự nghiệp đội tuyển quốc gia
McCain từng chơi cho đội tuyển bóng rổ U-18 Hoa Kỳ tại Giải vô địch FIBA U-18 châu Mỹ năm 2022.

## Thống kê sự nghiệp

### Đại học
| Năm     | Đội  | GP | GS | MPG  | FG%  | 3P%  | FT%  | RPG | APG | SPG | BPG | PPG  |
| ------- | ---- | -- | -- | ---- | ---- | ---- | ---- | --- | --- | --- | --- | ---- |
| 2023–24 | Duke | 36 | 36 | 31.6 | .462 | .414 | .885 | 5.0 | 1.9 | 1.1 | .1  | 14.3 |